# Termite (miscela incendiaria)

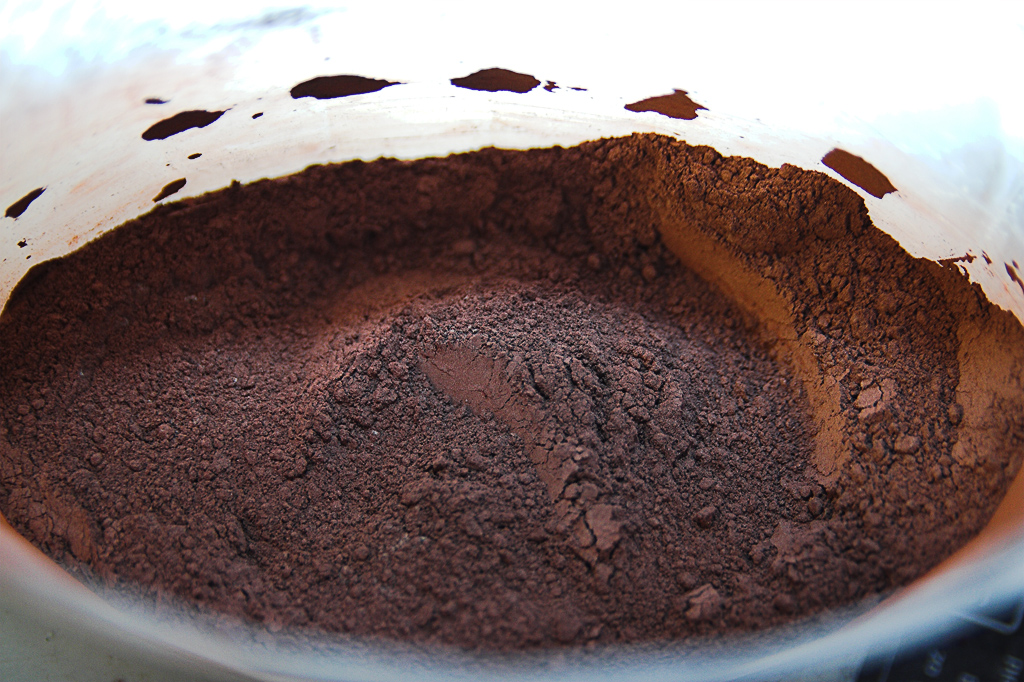
Termite realizzata con una miscela di ossido ferrico.

La termìte è una miscela pirotecnica costituita da un metallo in polvere, che funge da combustibile, e da un ossido metallico che funge da ossidante. Quando la miscela viene sottoposto un opportuno e notevole apporto di calore, si innesca una reazione di ossido-riduzione fortemente esotermica. 
Molte delle miscele di termiti non sono esplosive, ma producono una breve ma intensa emissione di calore ad altissima temperatura che interessa un'area piuttosto ristretta.
Per la realizzazione delle miscele si possono usare vari composti: i combustibili impiegati più spesso sono alluminio, magnesio, calcio, titanio, silicio, boro. Gli ossidanti possono essere: triossido di boro (B2O3), triossido di dicromo (Cr2O3), diossido di manganese (MnO2), triossido di ferro (Fe2O3), tetrossido di triferro (Fe3O4), triossido di molibdeno (MoO3), ossido di rame (CuO) e minio.

## Reazione chimica
La combinazione più comune è a base di polvere d'alluminio e ossido ferrico Fe2O3, che vengono mescolati assieme in rapporto stechiometrico. La reazione che ha luogo è la seguente:
2 Al + Fe2O3 → Al2O3 + 2 Fe  +851,5 kJ (+ 204 kcal)
in cui l'alluminio va a ridurre il ferro con un enorme sviluppo di calore tale da portare quest'ultimo alla fusione. I reagenti sono in genere in forma di polvere, miscelati con un opportuno legante che serve a impedire che la reazione avvenga in assenza di opportuno innesco termico.
Dalla reazione deriva che essa si prepara a partire da 54 g di polvere di alluminio e 160 g di ossido di ferro (rapporto stechiometrico, cioè 2,96 g di ossido di ferro per ogni grammo di alluminio); la velocità di combustione della termite dipende essenzialmente dalla grandezza delle particelle di alluminio (più sono piccole, più la combustione è veloce), mentre per l'ossido di ferro è sufficiente che le particelle siano sotto i 200 μm.
Ad esempio, usando una polvere con particelle di alluminio sotto i 100 nm, la combustione diventa supersonica (e quindi assume caratteristiche detonanti).
Il processo alla termite può essere utilizzato per la fusione dell'acciaio e per questa sua proprietà viene impiegata nei processi di saldatura per alluminotermia.
Ha trovato applicazione durante la seconda guerra mondiale come miscela incendiaria per bombe aeree, ma oggi è quasi in disuso.

## Storia

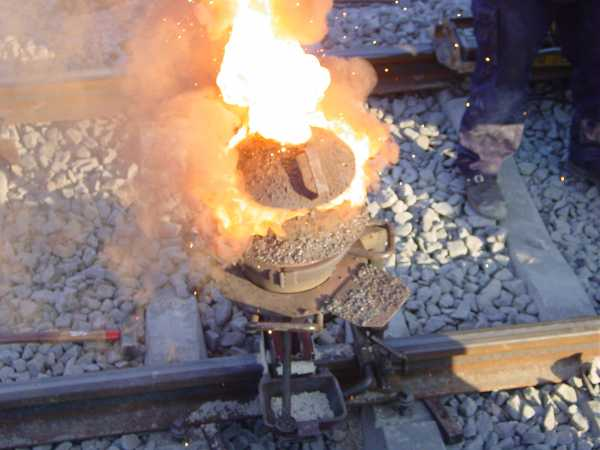
Saldatura alluminotermica di binari ferroviari utilizzando l'elevato calore prodotto dalla termite.

La reazione della termite fu scoperta nel 1893 e brevettata nel 1895 dal chimico tedesco Hans Goldschmidt. Per questo motivo la reazione è anche chiamata reazione di Goldschmidt o processo Goldschmidt. Goldschmidt era interessato alla produzione di metalli estremamente puri evitando l'utilizzo del carbone durante il processo di fusione, ma scoprì presto che si poteva utilizzare l'elevato calore prodotto nella reazione della termite anche per la saldatura dei metalli.
La prima applicazione commerciale della termite fu per la saldatura delle rotaie del tram a Essen, in Germania, nel 1899.

## Futuri sviluppi
Derivati dalla termite sono gli studi sul motore a microparticelle metalliche: David Beach, dell'Oak Ridge National Laboratory (USA), ha progettato un motore diesel modificato per bruciare miscele micro e nanometriche di ferro, alluminio e boro.